# Ostedes sikkimensis
Ostedes sikkimensis är en skalbaggsart som beskrevs av Stefan von Breuning 1958. Ostedes sikkimensis ingår i släktet Ostedes och familjen långhorningar. Inga underarter finns listade i Catalogue of Life.